# Portugueses na Indonésia
Os portugueses foram os primeiros europeus a estabelecer uma presença colonial nas ilhas da Indonésia, em 1512. O objetivo de dominar as fontes das especiarias que alimentavam o lucrativo comércio das especiarias, nos princípios do século XVI, juntamente com esforços de missionários portugueses, resultaram no estabelecimento de fortalezas e entrepostos comerciais, e deixaram um forte elemento cultural português que permanece na Indonésia até aos nossos dias.

## Estabelecimento

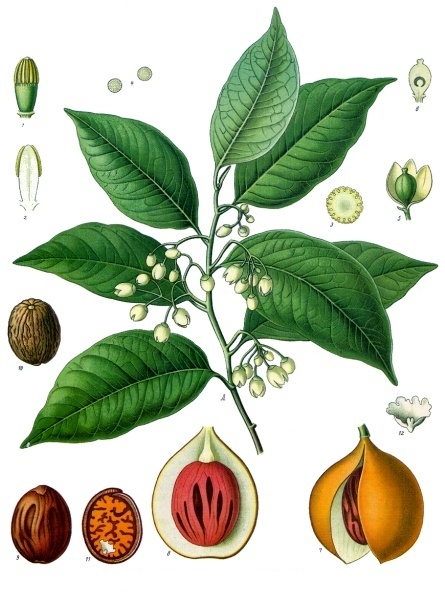
A planta da noz-moscada é nativa da Ilhas Banda da Indonésia. Outrora uma das mercadorias mais valiosas do mundo, atraiu as primeiras potências europeias à Indonésia.

Os avanços tecnológicos dos portugueses no início do século XVI — designadamente na construção de navios e no fabrico de armas — permitiram-lhes empreender expedições de exploração e expansão bem longe da sua terra natal. Começando com as primeiras expedições enviadas da recém-conquistada Malaca em 1512, os portugueses foram os primeiros europeus a estabelecer uma presença colonial na actual Indonésia, procurando dominar as valiosas fontes de especiarias e aumentar os seus esfoços missionários. As tentativas iniciais dos portugueses para estabelecer uma coligação e um tratado de paz em 1512 com o Reino de Sunda de Java Ocidental, falharam devido à hostilidade entre os reinos indígenas de Java. Os portugueses deslocaram-se, então, mais para Leste, para as Ilhas Molucas, que eram constituídas por um conjunto de principados e reinos que estavam ocasionalmente em guerra uns com os outros, mas que mantinham um comércio inter-ilhas e internacional. Através, quer de conquistas militares quer de alianças com os governantes locais, os portugueses estabeleceram entrepostos, fortes e missões na Indonésia oriental, nomeadamente nas ilhas de Ternate, Amboina e Solor. A segunda metade do século XVI marca o culminar das actividades missionárias portuguesas, numa época em que as conquistas militares no arquipélago já haviam terminado e em que os seus interesses na Ásia Oriental começam a deslocar-se para o Japão, Macau e a China. O açúcar do Brasil e o comércio de escravos no Atlântico, por sua vez, contribuem, também, para desviar as atenções da Indonésia.
Os portugueses foram, também, os primeiros europeus a aportar às Celebes do Norte. São Francisco Xavier visitou e apoiou a missão de Tolo, na ilha de Halmaera, a primeira missão católica nas Molucas. A missão foi criada em 1534, quando alguns chefes de Morotia vieram a Ternate pedindo o baptismo. Simão Vaz, padre de Ternate, deslocou-se a Tolo fundando a missão que acabou por se tornar objecto de conflito com os espanhóis. Mais tarde, Simão Vaz acabou por ser assassinado.

## Declínio e legado
Após a derrota militar de 1575 em Ternate contra um levantamento local, a conquista holandesa de Amboina, das Molucas do Norte e das Ilhas Banda e a impossibilidade em controlar o comércio na região, a presença portuguesa no arquipélago ficou reduzida a Solor, às Flores, a Timor Ocidental — na actual província indonésia da Sonda Oriental — e ao conhecido Timor Português — hoje Timor-Leste. Além de uma pequena comunidade em Tugu, um distrito ao norte da cidade de Jakarta.
Em face da ambição inicial de dominar o comércio asiático, o legado português na cultura indonésia parece hoje algo modesto: a keroncong, um instrumento de cordas semelhante ao cavaquinho; um vasto número de palavras indonésias de origem portuguesa, recordação do tempo em que o idioma de Camões era a lingua franca do arquipélago; e muitos apelidos familiares, especialmente na zona oriental da Indonésia, tais como da Costa, Dias, de Freitas, Gonsalves, etc.
O impacto mais significativo da chegada dos portugueses foi, no entanto, a destruição das redes comerciais preexistentes e a sua reorganização em novos moldes, como resultado, em grande parte, da conquista de Malaca e do estabelecimento do cristianismo na Indonésia. Persistem no arquipélago, até aos dias de hoje, várias comunidades cristãs, reforçando os laços de afinidade com os europeus, principalmente entre os ambonenses.